# حرب تشيتشيميكا
كانت حرب تشيتشيميكا (1550-1590) صراعًا عسكريًا بين الإمبراطورية الإسبانية واتحاد تشيتشيميكا الذي أُنشئ في الأراضي المعروفة اليوم باسم هضبة وسط المكسيك، والتي أطلق عليها الغزاة اسم لاغران تشيتشيميكا. كان مركز الأعمال العدائية يقع في المنطقة التي تُسمى الآن باجيو. تُعد حرب تشيتشيميكا أطول حملة عسكرية، وأكثرها تكلفة، تواجه الإمبراطورية الإسبانية والسكان الأصليين في منطقة وسط أمريكا. جرى تسوية النزاع الذي دام أربعين عامًا من خلال عدة معاهدات سلام قادها الإسبان وأدت إلى تهدئة الأوضاع واندماج السكان الأصليين في نهاية المطاف في مجتمع إسبانيا الجديدة.
بدأت حرب تشيتشيميكا (1550-1590) بعد ثماني سنوات من حرب ميكستون التي استمرت عامين. يمكن اعتبارها استمرارًا للتمرد، نظرًا لعدم توقف القتال في السنوات الفاصلة. تحالف الكاكسكانيون، على عكس تمرد ميكستون، مع الإسبان. دارت الحرب في الولايات المكسيكية الحالية زاكاتيكاس، وغواناخواتو، وأغواسكالينتس، وخاليسكو، وكيريتارو، وسان لويس بوتوسي.

## مسار الحرب
تبين أن الصراع أكثر صعوبة واستمرارية مما توقعه الإسبان. كان أول اندلاع للأعمال العدائية في أواخر عام 1550 عندما هاجم الزاكاتيكسيون طرق الإمداد الخاصة بشعب البوربيشا. هاجم شعب البوربيشا بعد بضعة أيام المستعمرات الإسبانية على بعد أقل من 10 أميال (16 كم) جنوب زاكاتيكاس الحديثة. انضم شعب غواتشيتشيل وشعب غوامار في عام 1551، ما أسفر عن مقتل 14 جنديًا إسبانيًا في موقع سان ميغيل دي الليندي وإجبارهم على الرحيل. أفادت التقارير أن غارات أخرى بالقرب من تلالتينانغو تسببت في مقتل 120 إسباني في غضون بضعة أشهر. وقعت بعض الغارات الهامة في السنوات الأولى من الحرب عام 1553 و1554، إذ هوجمت العديد من القافلات العسكرية في الطريق إلى زاكاتيكاس، وقُتل جميع الإسبان، واستُولي على بضائع بمبالغ مالية كبيرة، نحو 32,000 أو 40,000 بيزو، أو جرى إتلافها. (على سبيل التقريب والمقارنة، كان الراتب السنوي لجندي إسباني 300 بيزو فقط). قُدر، بحلول نهاية عام 1561، أن أكثر من 4000 من الإسبان وحلفائهم من السكان الأصليين، قد قُتلوا على يد التشيتشيميكانيين. زادت أسعار المواد الغذائية وغيرها من السلع المستوردة في زاكاتيكاس إلى الضعف، أو إلى ثلاثة أضعاف سعرها، بسبب مخاطر نقل البضائع إلى المدينة. انتشر التمرد، في سبعينات القرن السادس عشر، حين بدأ شعب البامي يهاجمون مناطق بالقرب من كيريتارو.
حاولت الحكومة الإسبانية في البداية اتباع سياسة الترغيب والترهيب في محاولة لتهدئة الحرب، ولكنها فشلت في ذلك، فتبنت سياسة الدم والنار، واعدة تشيتشيميكا بالموت أو الاستعباد أو الإيذاء. كانت إحدى أولويات الإسبان طوال الحرب إبقاء الطرق مفتوحة أمام زاكاتيكاس ومناجم الفضة، وخاصة طريق كامينو ريال في سان ميغيل دي الليندي. لن يتمكن الإسبان من تمويل الحرب أو مواصلة دعم المستوطنات بدون فتح هذه الطرق الاقتصادية الهامة. أنشأوا من أجل ذلك عشرات الحصون الجديدة، وقد عمل بها جنود إسبان وجنود حلفاء من السكان الأصليين، كما شجعوا المزيد من الشعب الإسباني على الاستقرار في مناطق جديدة، ومنها ما سيكون نواة المدن المستقبلية كسيلايا، وليون، وأغواسكالينتس، وسان لويس بوتوسي.
أُقيمت الحصون الرئيسية الأولى في سان ميغيل، وسان فيليب عام 1562، وفي نومبري دي ديوس عام 1563. تمكنت تشيتشيميكا، مع ذلك، من تحقيق نجاحات. كانت معظم شعوب تشيتشيميكا، بحلول عام 1571، تغزو المدن والطرق الاقتصادية الهامة. ذُكر، في رسالة من غييرمو دي سانتا ماريا لألونسو دي ألفارادو، أنه: «قد هاجم، في وقت لاحق، نفس الأفراد الزاكاتيكسيين أوناتي ويبارا مرة أخرى، واحد من زيناغيلا ديل مونتي وثلاثة من بلدة زاكاتيكاس المنجمية، وألحقوا بهما الكثير من الضرر» (سانتا 220 (1)). تحول التشيتشيميكانيون، بعد عام 1560، وخاصة في سبعينيات القرن السادس عشر، إلى الإغارة على عدة مدن. ذُكر في رسالة كتبها نائب ملك إسبانيا الجديدة، بمدينة المكسيك، في 31 أكتوبر 1576، إلى ملك إسبانيا فيليب الثاني: «نحن بحاجة إلى إرسال عدد من الجنود، ودفع راتب ملكي، وفقًا لما اتفق عليه رسول نائب الملك، وعمال المناجم، ومن يهمه الأمر، وثلث ملكية هاسييندا (في مدينة المكسيك)». (هيرنانديز 326 (2)). كما ذُكر في نفس الرسالة: «لا أحد يمكن أن يتحمل كلفة الحرب، فالتكلفة باهظة، لا يمكننا تحمل الحرب لا من ناحية الأسلحة ولا من ناحية الكتائب. إن الوضع حرج للغاية، ليس لدينا أسلحة، ولا كتائب، ولا طعام، ففي كل يوم تُسرق مواشينا أو تُقتل، ومن الصعب جدًا حماية الماشية. ليس لدينا من المال ما يكفي أن يظل الناس سعداء. والجميع متفق على أننا بحاجة إلى دعم من الصندوق الملكي». (هيرنانديز 326 (3)).
حتى بعد أن مولت الخزانة الملكية الهجمات بالكامل، بدأ التشيتشيميكانيون منذ 1575 إلى 1585 الهجوم بقوة عسكرية أكبر. ذُكر في رسالة موجهة من نائب ملك إسبانيا الجديدة، كوندي دي كورونيا، إلى فيليب الثاني، في 1 أبريل 1581: «لقد أطلعت رسول نائب الملك عما حدث في حرب تشيتشيميكا وعن مدى فداحة الوضع، فجميع مناجم هذه المناطق يخوض فيها السكان الأصليون معارك، وعدد كبير من المناجم في زاكاتيكاس قد أُغلقت» (هيرنانديز 340 (4)). لم يحقق الإسبان المزيد من النجاح حتى عندما حاولوا اللجوء إلى أساليب أخرى من التحايل والخداع. دُمر الطريق الملكي ودُمرت أيضًا جميع الحصون الإسبانية داخل أراضي شعب غواتشيتشيل.
لم تكن الزيادة في عدد الجنود الإسبان في غران تشيتشيميكا مواتية تمامًا للمجهود الحربي، إذ استكمل الجنود في كثير من الأحيان دخلهم بالإغارة على العبيد، وهو ما عزز عداوة تشيتشيميكا. كان الإسبان دائمًا أقل في عدد الجنود مقارنة بعدد مغيري تشيتشيميكا المتزايد باستمرار، رغم توافد المستوطنين والجنود الإسبان من جنوب المكسيك إلى غران تشيتشيميكا، وغالبًا ما كان على كل حامية ثلاثة إسبان فقط. لم يتمكن الإسبان، حتى بمساعدة الجنود المحليين وجنود آخرين، خاصة الكاكسكانيين والبوربيشانيين والأوتومانيين، من منافسة اتحاد تشيتشيميكا. كوفئ الحلفاء من السكان الأصليين بأراضي من المستعمرة الإسبانية، وسُمح للجنود من السكان الأصليين بركوب الخيل الإسباني وحمل السيوف الإسبانية، التي كان يحظرها عليهم في السابق الحلفاء من السكان الأصليين.